# Djuliunița, Ruse
Djuliunița (în bulgară Джулюница) este un sat în comuna Țenovo, regiunea Ruse,  Bulgaria. 

## Demografie
Componența etnică a satului Djuliunița
     Bulgari (94,81%)
     Nicio identificare (5,18%)
     Altele (0%)
La recensământul din 2011, populația satului Djuliunița era de 270 locuitori. Din punct de vedere etnic, majoritatea locuitorilor (94,81%) erau bulgari. Pentru 5,18% din locuitori nu este cunoscută apartenența etnică.